# Мумбайський метрополітен
Мумбайський метрополітен (гінді मुंबई मेट्रो) — система швидкісного пасажирського транспорту в індійському місті Мумбай, штат Махараштра. Метрополітен покликаний знизити навантаження на діючу систему приміського залізничного сполучення. Будівництво, розпочате в 2006 році, проводиться в трьох фазах протягом 15 років, Термін закінчення робіт намічений на 2021 рік. Підсумкова довжина мережі за планами повинна скласти 63 кілометри (39 миля). Єдина на даний момент існуюча лінія обслуговується компанією Mumbai Metro One Pvt Ltd (MOOPL) за контрактом, укладеним на 35 років.
У січні 2006 року прем'єр-міністр Індії Манмохан Сінгх встановив заставний камінь на честь початку будівельних робіт, які вступили в активну фазу в лютому 2008 року. Успішний пробний запуск пройшов у лютому 2013 року, а 8 червня 2014 року метрополітен був офіційно відкритий.

## Система

### Лінія 1
Перша лінія з'єднує райони Версова, Андері в західній частині і Гаткопар в східній частині, покриваючи відстань в 11,4 кілометра (7,1 миля). Будівельні роботи зі спорудження лінії входили в першу фазу будівництва і почалися 8 лютого 2008 року. Основна частина їх була закінчена до кінця 2012 року. Відкриття відбулося 8 червня 2014 року. Всього на лінії на даний момент 12 станцій і її продовження не планується.

## Експлуатація

### Пасажиропотік
Середній денний пасажиропотік на даний момент становить 277 тисяч осіб, а річний — 100 мільйонів людей (2015). Шлях між станціями Версова і Гаткопар займає в середньому 21 хвилину.
Рекорд денний відвідуваності становить 312 215 осіб, а мінімальна зафіксована відвідуваність 64 522 людини.
За перший рік роботи метрополітен перевіз понад 90 мільйонів чоловік.